# 柯仔湳
柯仔湳，位於臺灣新竹市香山區茄苳里，指稱茄苳里東部的盆地以及週邊地區。

## 概述
該盆地為粟仔坑溪東源的發源地，往昔盆底地區常積水泥濘，濕地邊緣又有柯仔樹（赤楊）茂生，故名柯仔湳。茄苳里居民泰半以農為業，種植果樹及花類，全區都是低矮丘陵以及寬廣的河谷地，海拔為40至90公尺之間。。而柯仔湳的北側柯湳一街、明德路等區域，因靠近中華大學，雖然設籍人口不多，但中華大學帶來超過一萬餘師生的活動人口，超市、租書店、餐飲業在此開業，居民在此興建大樓作為學生套房社區。1990年代之後所新開發的區域，與附近的農村聚落成為強烈的對比。
柯仔湳東側的春記休閒農園為台灣區玉蘭花產量最大農場，佔地約8公頃，每年花期250天以上。主要生產玉蘭花、天堂鳥、雞冠花等。

### 大眾運輸
新竹汽車客運公司內湖線平日有十餘班的往復新竹市區的車次的有停靠柯仔湳。還有香山轉運站，公共運輸便捷，又因位處交流道附近，路網四通八達。